# Брандерхорст, Маттейс
Маттейс Брандерхорст (нидерл. Mattijs Branderhorst; 31 декабря 1993, Тил, Нидерланды) — нидерландский футболист, вратарь клуба «Фортуна».

## Карьера
Брандерхорст — воспитанник клуба «Виллем II». 18 ноября 2011 года он впервые попал в заявку клуба. В матче против «Алмере Сити» провёл матч на скамейке запасных. В течение нескольких лет играл за резервную команду клуба вместе с такими игроками, как Вирджил ван Дейк и Френки де Йонг.
В 2015 году Брандерхост перешёл на правах аренды в клуб МВВ Маастрихт. 13 сентября 2015 года сыграл свой первый матч на профессиональном уровне, заменив Джо Коппенса в матче против НАК.
Вернувшись из аренды, дебютировал за «Виллем II» 15 октября 2017 года в домашнем матче против «Твенте».
28 января 2019 года Брандерхорст перешёл на правах аренды в клуб НЕК до конца сезона. 1 февраля он дебютировал в домашнем матче против «Утрехта», который закончился уверенной победой со счётом 4:1. По окончании аренды подписал контракт с клубом.
27 июня 2023 года подписал двухлетний контракт с «Утрехтом».
24 июля 2024 года до конца сезона перешёл на правах аренды в «Фортуну». 11 августа дебютировал за клуб в гостевом матче Эредизиви против «Гоу Эхед Иглза». После окончание аренды подписал с «Фортуной» четырёхлетний контракт до середины 2029 года.